# セントマーク&セントジョン大学
セントマーク&セントジョン大学はイングランドデヴォンプリマスにある大学。

## おもな出身者
- Helen Glover（イギリスのローイング競技選手）
- ポール・ポッツ（イギリスのテノール歌手）